# Robin Bell
Robin Bell, né le 16 novembre 1977 au Cap en Afrique du Sud, est un céiste australien pratiquant le slalom.

## Palmarès

### Jeux olympiques d'été
- Jeux Olympiques de 2000 à Sydney,  Australie
  - 4e
- Jeux Olympiques de 2004 à Athènes,  Grèce
  - 9e
- Jeux Olympiques de 2008 à Pékin,  Chine
  -  Médaille de bronze du canoë monoplace C-1

### Championnats du monde de canoë-kayak slalom
- Championnats du monde 2005 à Sydney,  Australie
  -  Médaille d'or

### Coupe du monde
- Vainqueur de la Coupe du monde 2005